# Coeficiente de seleção
Em estudos de genética populacional, um coeficiente de seleção (geralmente indicado pela letra s), é uma medida das diferenças na aptidão relativa. Os coeficientes de seleção são fundamentais para a descrição quantitativa da evolução, tendo em vista que as diferenças de aptidão determinam a mudança nas frequências dos genótipos atribuíveis à seleção. 
Podemos entender definição de s através do seguinte exemplo:  
Considerando que haja dois genótipos X e Y em uma população com aptidão relativa {\displaystyle w_{X}} e {\displaystyle w_{Y}} respectivamente. Então, escolhendo o genótipo X como nosso ponto de referência, temos {\displaystyle w_{X}=1} e {\displaystyle w_{Y}=1+s}, onde s mede a vantagem de aptidão ( s > 0) ou a desvantagem ( s <0) de Y.
Um exemplo disto é o alelo tolerante à lactose se propagou a partir de frequências muito baixas para frequências muito altas em menos de 9 mil anos desde a agricultura com um coeficiente de seleção estimado de 0.09-0.19 em uma população escandinava. Embora esse coeficiente de seleção possa parecer muito baixo, ao longo do tempo evolutivo, os alelos favorecidos se condensam na população e se tornam cada vez mais frequentes, atingindo potencialmente a fixação. 